# The Levitants
The Levitants són un grup de música d'influències post-punk i after-punk format a Valladolid l'any 2011. Està format per Sergio Isabel (veu i guitarra), Juan Izquierdo (veu, teclats, sintetitzador), i Daniel Alconada (bateria i percussió).

## Discografia
El grup té tres discos:
- Gravity for the Masses (2013), gravat als Dobro Estudios (Valladolid) i produït per Javier Vielba.[2]
- Coimbra (2016), gravat als estudis La Leñera (Valladolid).[2]
- Enola (2018), gravat als Dobro Estudios de Valladolid, produït per Javier Nieto, i editat el 2019 a Subterfuge Records.[3]